# Matang Teungoh Ab
Matang Teungoh Ab is een bestuurslaag in het regentschap Aceh Utara van de provincie Atjeh, Indonesië. Matang Teungoh Ab telt 617 inwoners (volkstelling 2010).